# Письмо в Россию
«Письмо в Россию» — рассказ Владимира Набокова, относящийся к русскому периоду его творчества. Был написан и опубликован (под псевдонимом В. Сирин) в 1925 году, вошёл в состав сборника «Возвращение Чорба» (1929).

## Сюжет и история текста
Рассказ написан в форме письма молодого русского эмигранта женщине, оставшейся в России. В предыдущем письме герой пообещал не вспоминать прошлое, и поэтому он ограничивается зарисовками из ночной берлинской жизни.
Рассказ был написан в 20-х числах января 1925 года в Берлине. 29 января того же года он увидел свет в газете «Руль», причём получил подзаголовок «Из главы второй романа „Счастье“». Впоследствии Набоков вспоминал, что к Рождеству 1924 года написал две первых главы «Счастья», но потом «по какой-то забытой причине… выбросил главу первую и большую часть второй». При этом его биограф Брайан Бойд считает, что никакие две главы написаны не были и что «Письмо в Россию» изначально создавалось как самостоятельное произведение. В 1929 году автор включил рассказ в сборник «Возвращение Чорба». В 1995 году перевод «Письма в Россию» на английский язык был опубликован в составе увидевшего свет в Нью-Йорке сборника The Stories of Vladimir Nabokov под названием A Letter That Never Reached Russia.
Бойд видит в «Письме в Россию» «великолепного раннего Набокова», демонстрирующего силу творческого воображения и владение «лирической пульсацией прозы».